# Freiheitsstraße 27 (Düren)

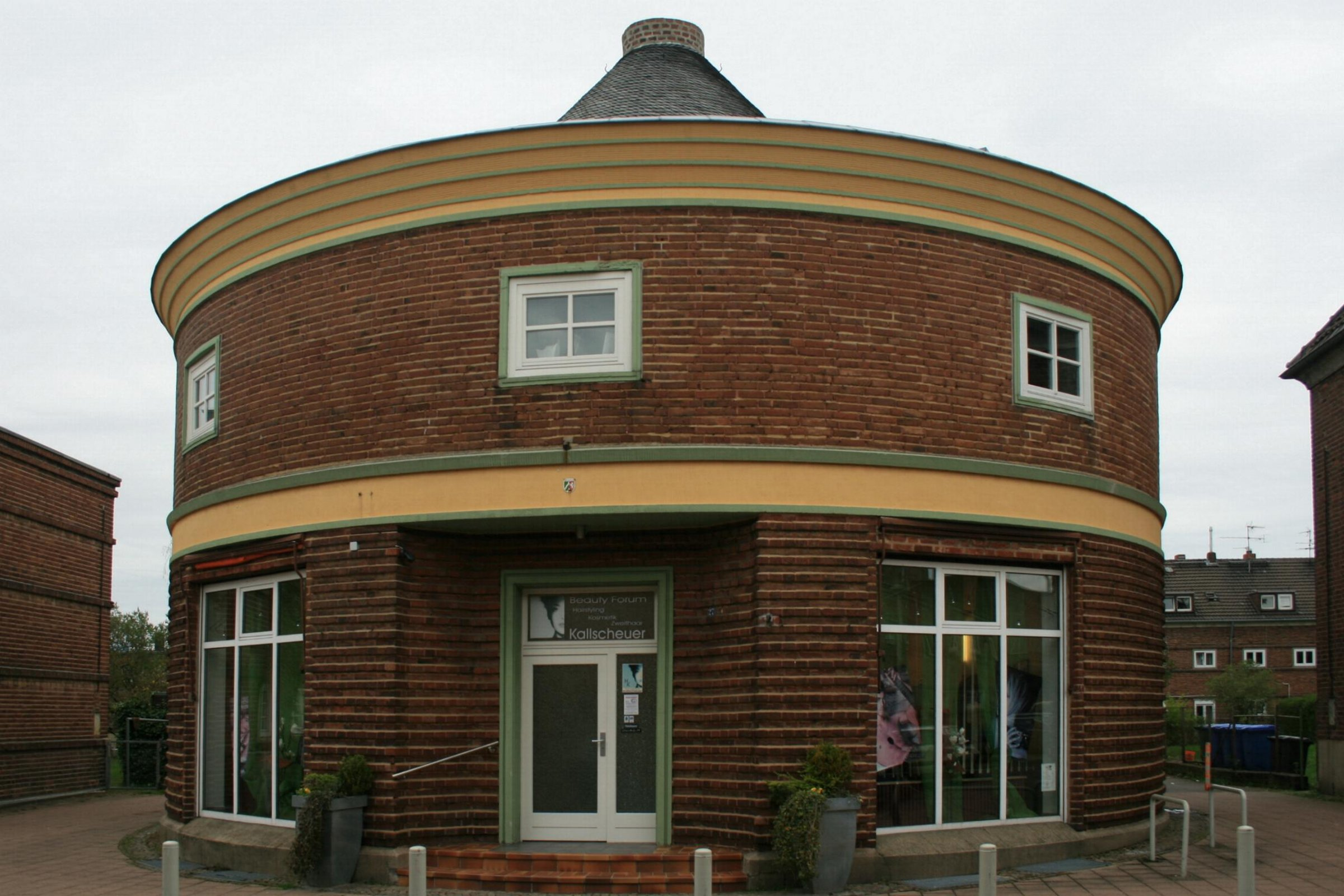

Das Haus Freiheitsstraße 27 steht im Grüngürtel in Düren in Nordrhein-Westfalen. 
Das Wohnhaus ist ein kreisrunder, zweigeschossiger Backsteinbau mit steilem verschiefertem Kegeldach und Mittelschornstein. Analog zum Haus Goebenstraße 55 ist das Gebäude mit Backsteinbändern und Trauf- bzw. Stockgesims erbaut worden. Im Erdgeschoss war ursprünglich ein Laden mit Backstube, im Obergeschoss eine Wohnung. Der Solitärbau ist ungewöhnlich und aufwändig gestaltet. Im Verein mit den Häusern Goebenstraße 55 und 64 setzt das Haus städtebauliche Akzente auf der Achse Freiheitsstraße, Goebenstraße, Werderstraße.
Das Bauwerk ist unter Nr. 1/043 in die Denkmalliste der Stadt Düren eingetragen.